# HowGood
HowGood é uma empresa americana de classificação de alimentos sustentáveis com sede em Brooklyn, Nova Iorque. Compreende o maior banco de dados do mundo sobre alimentos sustentáveis. Desenvolve mercados e opera um programa em supermercados concebido para fornecer uma pontuação de sustentabilidade para produtos alimentares utilizando até 60 indicadores específicos da indústria.

HowGood foi cofundada como "Scryve" por Alexander Gillett e Arthur Gillett em 2007. A partir de 2014, as classificações de sustentabilidade alimentar da HowGood foram tornadas públicas através da sua aplicação móvel, disponível para utilizadores de iPhone e Android. Em 17 de setembro de 2014, HowGood fechou uma rodada de financiamento de US$ 2 milhões de investidores participantes, incluindo FirstMark Capital, Highline Venture Partners, Serious Change LP, Jake Lodwick e Joanne Wilson.